# Mirko Ivanić
Mirko Ivanić (* 13. September 1993 in Bački Jarak) ist ein serbisch-montenegrinischer Fußballspieler.
Der in Bački Jarak geborene Ivanić durchlief die Jugendakademie des FK Vojvodina, bevor er an Proleter Novi Sad ausgeliehen wurde, um Erfahrung im Profifußball zu sammeln. In der ersten serbischen Liga 2012/13 kam er 24-mal zum Einsatz und erzielte fünf Tore. Im Sommer 2013 kehrte Ivanić nach Vojvodina zurück und spielte im Hinspiel der zweiten Qualifikationsrunde zur UEFA Europa League bei einem 2:0-Heimsieg gegen Honvéd Budapest mit. Er wurde erneut an Proleter Novi Sad ausgeliehen, bevor er im Wintertransferfenster 2014 nach Vojvodina zurückkehrte. Nach seiner Rückkehr zum Verein spielte Ivanić regelmäßig unter Trainer Branko Babić und verhalf seinem Team zum Gewinn des serbischen Pokals 2013/14.
In der Saison 2014/15 wurde Ivanić einer der einflussreichsten Spieler des Teams. Er bestritt 26 Ligaspiele und erzielte zehn Tore, eines weniger als Mijat Gaćinović. In den letzten Tagen des Transferfensters im Sommer 2015 bot Partizan der Vojvodina 1,5 Millionen Euro für Ivanić an, doch Ivanić lehnte ab, da er darauf bestand, Angebote von Vojvodinas Rivalen Partizan und FK Roter Stern Belgrad abzulehnen.
Am 2. Februar 2016 unterzeichnete Ivanić einen Vertrag mit BATE Borisov.
Am 26. November 2017, im letzten Spiel der Saison, lag BATE Borisov mit 2:3 gegen FK Haradseja zurück, doch Mirko erzielte in letzter Minute den Ausgleichstreffer zum 3:3, was ausreichte, um ihnen den Ligasieg aufgrund der Tordifferenz gegen Ligarivalen FK Dinamo Minsk zu sichern.
Während seiner dreijährigen Tätigkeit in Borisov gewann Ivanić dreimal die Liga und nahm zwei Saisons in Folge an der Gruppenphase der Europa League teil.